# Вторично подивяване
Вторично подивяване или просто подивяване представлява биологичен процес, при който вече одомашнено животно се приспособява към дива среда в резултат на случайно попадане в нея или целенасочена програма. При вторичното подивяване не се осъществява пълно възстановяване първичния див индивид, като подивелият индивид запазва някои от белезите на домашния си събрат.
Един от най-известните примери за естествено, неконтролирано от човека, вторично подивяло животно е австралийското куче динго, произхождащо от кучета, отглеждани от австралийските аборигени. Известни са и подивелите коне камарга, обитаващи делтата на река Рона, и мустангите. Последните са наследници на освободени коне от испанските колонизатори в Северна Америка. Друг интересен пример е Австралийска подивяла камила. Тя е наследник на едногърби камили пренесени от азиатски работници при строежа на железопътна линия свързваща южна със Северна Австралия. След приключване на строежа камилите били пуснати в австралийската пустош. Тук намерили благоприятни условия за живот и размножаване. Днес броят им надхвърля 1 млн., като на всеки девет години числеността им се удвоява.
Смята се, че процесът на вторично подивяване се извършва най-бързо при свинете. Свиня, избягала от обор или пусната в дивото, се приспособява към дива среда за около 6 месеца.